# Coppa dei Balcani 1973 (club)
La Coppa dei Balcani per club 1973 è stata l'undicesima edizione della Coppa dei Balcani, la competizione per squadre di club della penisola balcanica e Turchia.
È stata vinta dai bulgari del Lokomotiv Sofia, al loro primo titolo.

## Squadre partecipanti
Tutte le nazioni partecipano con una sola rappresentante. Le 6 squadre partecipanti vengono divise in due gironi. Il detentore della Coppa Balcani (Trakia Plovdiv) non partecipa.
| Squadra         | Stagione 1972-73           |
| --------------- | -------------------------- |
| Labinoti        | 7º in Albania              |
| Lokomotiv Sofia | 7º in Bulgaria             |
| Arīs Salonicco  | 9º in Grecia               |
| Sutjeska        | 18º (ultimo) in Jugoslavia |
| ASA Târgu Mureș | 12º in Romania             |
| Beşiktaş        | 6º in Turchia              |

## Torneo

### Girone A
| Squadra         | Pti | G | V | N | P | GF | GS | QR    |
| --------------- | --- | - | - | - | - | -- | -- | ----- |
| ASA Târgu Mureș | 4   | 4 | 2 | 0 | 2 | 8  | 4  | 2.000 |
| Labinoti        | 4   | 4 | 2 | 0 | 2 | 4  | 6  | 0.667 |
| Sutjeska        | 4   | 4 | 2 | 0 | 2 | 2  | 4  | 0.500 |

|          | ASA | Lab | Sut |
| -------- | --- | --- | --- |
| ASA      |     | 5-1 | 3-0 |
| Labinoti | 2-0 |     | 1-0 |
| Sutjeska | 1-0 | 1-0 |     |

#### Risultati
| Elbasan 7 marzo 1973                      | Labinoti  | 1 – 0 | Sutjeska | Stadiumi Ruzhdi Bizhuta |
| \| \| \| \| \| Jorgaqi \| Marcatori \| \| |           |       |          |                         |
|                                           |           |       |          |                         |
| Jorgaqi                                   | Marcatori |       |          |                         |

| Nikšić 21 marzo 1973 | Sutjeska | 1 – 0 | ASA Târgu Mureș | Gradski stadion |

| Târgu Mureș 11 aprile 1973               | ASA Târgu Mureș | 5 – 1 | Labinoti | Stadionul 23 August |
| \| \| \| \| \| ? \| Marcatori \| Hysi \| |                 |       |          |                     |
|                                          |                 |       |          |                     |
| ?                                        | Marcatori       | Hysi  |          |                     |

| Nikšić 25 aprile 1973 | Sutjeska | 1 – 0 | Labinoti | Gradski stadion |

| Târgu Mureș 23 maggio 1973 | ASA Târgu Mureș | 3 – 0 | Sutjeska | Stadionul 23 August |

| Elbasan 30 maggio 1973                        | Labinoti  | 2 – 0 | ASA Târgu Mureș | Stadiumi Ruzhdi Bizhuta |
| \| \| \| \| \| Duçka Zilja \| Marcatori \| \| |           |       |                 |                         |
|                                               |           |       |                 |                         |
| Duçka Zilja                                   | Marcatori |       |                 |                         |

### Girone B
| Squadra         | Pti | G | V | N | P | GF | GS | QR    |
| --------------- | --- | - | - | - | - | -- | -- | ----- |
| Lokomotiv Sofia | 7   | 4 | 3 | 1 | 0 | 8  | 1  | 8.000 |
| Beşiktaş        | 3   | 4 | 1 | 1 | 2 | 5  | 11 | 0.455 |
| Arīs Salonicco  | 2   | 4 | 1 | 0 | 3 | 5  | 6  | 0.833 |

|           | Lok | Beş | Ari |
| --------- | --- | --- | --- |
| Lokomotiv |     | 0-0 | 1-0 |
| Beşiktaş  | 1-6 |     | 2-1 |
| Aris      | 0-1 | 4-2 |     |

#### Risultati
| Salonicco 7 marzo 1973                                                                              | Arīs Salonicco | 4 – 2                | Beşiktaş | Stadio Charilaou |
| \| \| \| \| \| Kokkoris 41’ Spyridon 50’, 80’ Alexiadis 53’ \| Marcatori \| 31’ Albal 74’ Acuner \| |                |                      |          |                  |
| |                |                      |          |                  |
| Kokkoris 41’ Spyridon 50’, 80’ Alexiadis 53’                                                        | Marcatori      | 31’ Albal 74’ Acuner |          |                  |

| Istanbul 21 marzo 1973                                                                              | Beşiktaş  | 1 – 6                                           | Lokomotiv Sofia | Stadio BJK İnönü |
| \| \| \| \| \| Acuner 65’ (rig.) \| Marcatori \| 14’, 77’ Sokolov 16’, 21’, 75’ Mihajlov Borisov \| |           |                                                 |                 |                  |
| |           |                                                 |                 |                  |
| Acuner 65’ (rig.)                                                                                   | Marcatori | 14’, 77’ Sokolov 16’, 21’, 75’ Mihajlov Borisov |                 |                  |

| Sofia 11 aprile 1973 | Lokomotiv Sofia | 1 – 0 | Arīs Salonicco | Stadio Lokomotiv di Nadežda |

| Istanbul 25 aprile 1973                                                | Beşiktaş  | 2 – 1         | Arīs Salonicco | Stadio BJK İnönü |
| \| \| \| \| \| Kalkavan 26’ Albal 30’ \| Marcatori \| 66’ Alexiadis \| |           |               |                |                  |
|                                                                        |           |               |                |                  |
| Kalkavan 26’ Albal 30’                                                 | Marcatori | 66’ Alexiadis |                |                  |

| Salonicco 23 maggio 1973 | Arīs Salonicco | 0 – 1 | Lokomotiv Sofia | Stadio Charilaou |

| Sofia 30 maggio 1973 | Lokomotiv Sofia | 0 – 0 | Beşiktaş | Stadio Lokomotiv di Nadežda |

### Finale
| Squadra 1       | Totale | Squadra 2       | Andata | Ritorno |
| --------------- | ------ | --------------- | ------ | ------- |
| ASA Târgu Mureș | 1–3    | Lokomotiv Sofia | 1–1    | 0–2     |

| Târgu Mureș 19 settembre 1973 Andata | ASA Târgu Mureș | 1 – 1 | Lokomotiv Sofia | Stadionul 23 August |

| Sofia 3 ottobre 1973 Ritorno                        | Lokomotiv Sofia | 2 – 0 | ASA Târgu Mureș | Stadio Vasil Levski (15 000 spett.) |
| \| \| \| \| \| Mihajlov 48’, 78’ \| Marcatori \| \| |                 |       |                 |                                     |
|                                                     |                 |       |                 |                                     |
| Mihajlov 48’, 78’                                   | Marcatori       |       |                 |                                     |